# Страмбіно
Страмбіно (італ. Strambino, п'єм. Strambin) — муніципалітет в Італії, у регіоні П'ємонт,  метрополійне місто Турин.
Страмбіно розташоване на відстані близько 540 км на північний захід від Рима, 38 км на північ від Турина.
Населення — 6342 особи (2014).

## Демографія
Населення за роками:

Станом на 1 січня 2023 року в муніципалітеті офіційно проживали 364 іноземці з 37 країн, серед них 255 громадян країн Євросоюзу.

## Сусідні муніципалітети
- Кандія-Канавезе
- Каравіно
- Івреа
- Мерченаско
- Романо-Канавезе
- Вестіньє
- Віске